# 近鉄道明寺線
道明寺線（どうみょうじせん）は、大阪府藤井寺市の道明寺駅から大阪府柏原市の柏原駅までを結ぶ近畿日本鉄道（近鉄）の鉄道路線。

## 概要
南大阪線との接続駅である道明寺駅から分岐して大和川を渡り、西日本旅客鉄道（JR西日本）の関西本線（大和路線）との接続駅である柏原駅へと至る。支線ではあるが大和川を挟み柏原市と羽曳野市・藤井寺市方面を直接結ぶ唯一の路線であり、通勤・通学における重要な足となっている。
道明寺線ではPiTaPa・ICOCA・Suicaなど、全国相互利用IC乗車カードが使用可能である。
2018年1月限りで利用終了となったスルッとKANSAI対応カードで乗車する際には、予め券売機で乗車券に引き換える必要があった。なお途中の柏原南口駅では、自動精算機の精算時にスルッとKANSAI対応カードが使用できたものの、終点の柏原駅では改札口がJR西日本の管理駅であるために、利用できなかった。なおスルッとKANSAI 3dayチケット（2016年12月限りで利用終了）は、道明寺全線では使用不可だった。

### 路線データ
- 路線距離（営業キロ）：2.2km
- 軌間：1067mm
- 駅数：3駅（起終点駅含む）
- 複線区間：なし（全線単線）
- 電化区間：全線電化（直流1500V）
- 閉塞方式：自動閉塞式
  - 交換駅：無し
- 最高速度：65km/h[1]

全線、大阪統括部（旧天王寺営業局）の管轄である。

## 沿線概況

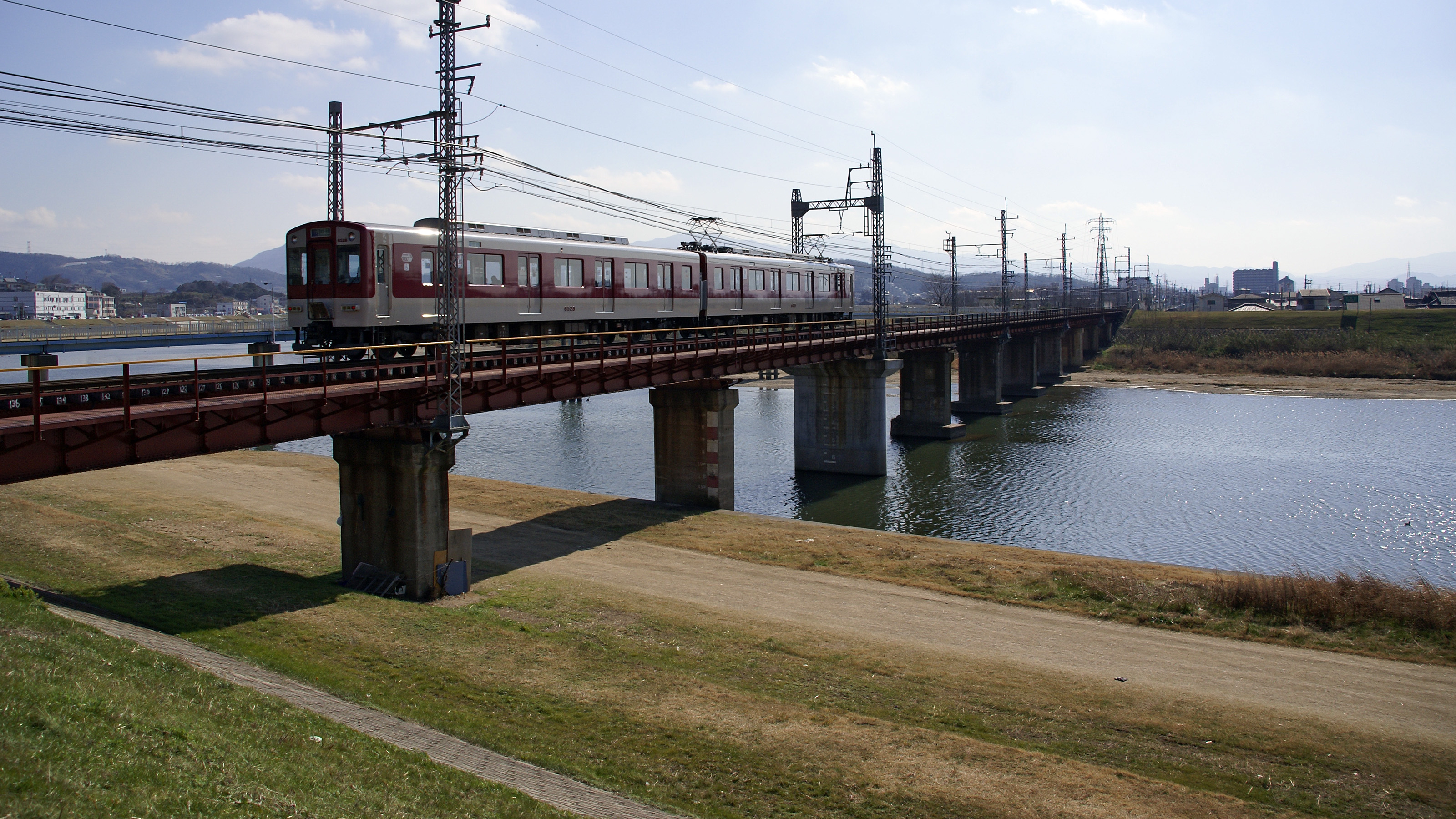
柏原南口方より大和川橋梁を望む

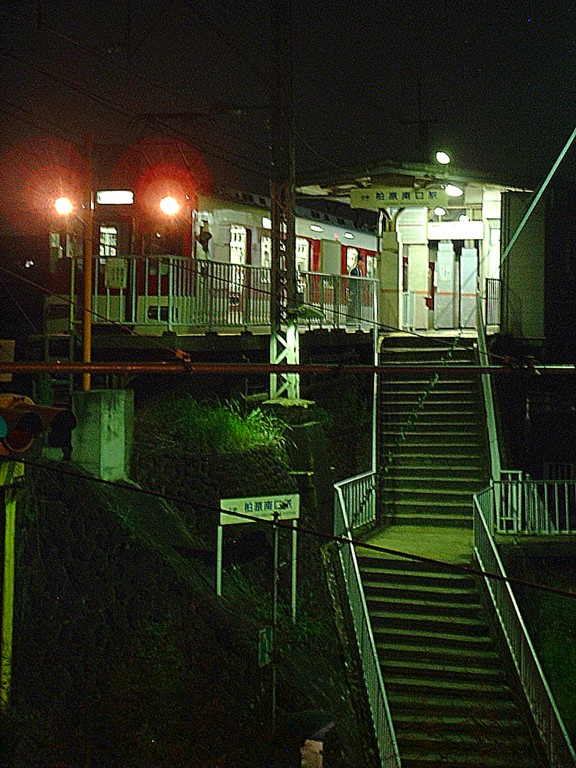
柏原南口に停車中の道明寺行

道明寺駅では、2番線ホームの大阪阿部野橋方を切り欠いて設置されている1番線から発車する。本線系統である南大阪線は左にカーブして西に進むが、支線である道明寺線は北上する。これは後述の通り道明寺線と同駅以南の南大阪線（古市方面）の方が同駅以西の南大阪線（大阪阿部野橋方面）よりも先に開通したためである。南大阪線と分かれてすぐに府道堺大和高田線をくぐり、しばらく左手に広がる住宅街を見ながら石川に沿って堤防下を走る。左にカーブして住宅地が眼下に見え始め、大和川を渡るとすぐに築堤上にある柏原南口駅である。同駅を発車すると、地上に向かって下り始め、左にカーブして右手に関西本線（大和路線）が並走してくると柏原駅に到着する。柏原駅到着番線である1番ホームもまた、関西本線の2番ホームの奈良方を切り欠いた形になっている。

## 運行形態
全列車が道明寺駅 - 柏原駅間折り返し普通列車のみの運転で他線との直通列車はない。全線単線で、行き違い施設のある駅はなく、終日1編成のみで運転されている。運転区間2.2km は2011年3月16日の時点で近鉄の営業列車（鋼索線を除く）で最も短い。
2012年3月20日現在、平日ダイヤで1日58往復、土休日ダイヤで1日57往復が運転されている。1時間あたり日中は2往復、ラッシュ時は3 - 4往復である。1990年 - 2006年には日中も1時間あたり4往復が運転されていたが、両端で接続する近鉄南大阪線・JR大和路線とも当時10分間隔（2011年3月12日以降はJR大和路線は15分間隔）で接続がうまく取れず乗り換えに要する時間が不均一になることや利用客減の影響で、2006年3月21日のダイヤ変更で日中1時間あたり3往復に減便された。2012年3月20日のダイヤ変更で、さらに日中の6往復が減便され、1時間あたり2往復となった。
終日ワンマン運転を行っているが、柏原南口駅が無人化や柏原駅を経由してJR線から乗り越す旅客の精算対応のため、改札業務を行う旅客専務車掌が乗務することがある。柏原南口駅が無人となる時間帯でも、すべての駅でホーム側のすべてのドアが開く。
また、大和路線・大阪線沿線からは、富田林市・河内長野市方面へのショートカットコースになるため、毎年8月1日の教祖祭PL花火芸術（PL花火大会）開催時には臨時列車が運転され、それでも2両編成の車内が混雑する。当日は昼間時間帯以降の列車はワンマン運転を停止し、車掌が乗務する。なお2005年まで毎年8月に大和川河川敷において大和川納涼花火大会が開催されていたが、この際も車掌が乗務していた。また後述の越年ダイヤ時も車掌が乗務して運行される。
大晦日から元旦にかけての終夜運転は道明寺線でも実施される。2008年度まではおおむね20分間隔、2009年度以降は30分間隔で運転されていた。2022年度（2023年元日）の例では実質的に午前3時頃までの延長運行の形になってはいるが、越年運行そのものは継続されている。

## 大阪線との徒歩連絡
柏原駅 - 大阪線堅下駅、柏原南口駅 - 安堂駅はいずれも400mから500m程の近距離であり、徒歩で乗り換えできる。このため定期乗車券（定期券）のみ運賃通算制度があり、大阪線方面と道明寺線・南大阪線方面の相互間のキロ程を通算して1枚で発行することができる。それ以外（普通乗車券など）にはこの通算制度はない。

## 車両
- 6601形：1975年まで使用
- 6411系（初代6800系）：1983年まで使用
- 6800系：1983年から1990年代初頭まで使用
- 6600系：1983年から1999年まで使用、ワンマン運転非対応のため1999年のワンマン運転開始と同時に道明寺線の運用から退く
- 6400系：1986年から使用、1999年からはワンマン運転対応の車両（6432系）を充当し、2022年4月より新たに6419系も運用に入っている。

2002年（平成14年）から南大阪線系統でシリーズ21（6820系）が営業運転を開始しているが、6820系はワンマン対応ではないために道明寺線では運用されない。

## 歴史
近鉄の路線の中では最も歴史が古い。河陽鉄道が大阪市と南河内を結ぶためや高野山参詣客を当て込んで、柏原駅 - 古市駅間を1898年（明治31年）に開業させたのが始まりである。しかし翌年には経営破綻し、路線を引き継いだ河南鉄道によって河内長野駅まで延伸された。河陽鉄道・河南鉄道時代、毎年3月の道明寺天満宮菜種御供大祭の時期には大阪鉄道（関西本線の前身で後に関西鉄道に合併。河南鉄道が改称した大阪鉄道とは別）湊町駅（現在のJR難波駅）から道明寺駅まで臨時直通列車が運行された。なお、1924年に電化される以前の当線は、蒸気機関車牽引、または蒸気動車（1908年より導入）の列車による運転であった。
開業時は本線格の路線だったが、1923年に道明寺から大阪市内への直通路線（現在の南大阪線）が開通すると支線となった。古市方面から見て、道明寺を出た南大阪線がカーブして西に向かうのに対し、当線がまっすぐ北上するのは、路線形成における歴史の名残である。
1943年に当線の開業後に創業した関西急行鉄道に合併され、1944年に関西急行鉄道と南海鉄道の合併で近鉄の路線となった。

### 年表
- 1898年（明治31年）3月24日：河陽鉄道が柏原駅 - 道明寺駅間を開業。
- 1899年（明治32年）5月11日：河南鉄道が河陽鉄道の路線を継承。
- 1911年（明治44年）11月12日：大和橋駅開業。
- 1919年（大正8年）3月8日：河南鉄道が大阪鉄道に社名変更。
- 1924年（大正13年）6月1日：全区間が電化。大和橋駅を柏原南口駅に改名の上、（大和川対岸の）現所在地に移転[6]。
- 1936年（昭和11年）2月21日：河内大和地震の発生により大和川橋など複数の橋脚に被害、軌道の沈下箇所多数[7]。
- 1943年（昭和18年）2月1日：関西急行鉄道が大阪鉄道を合併。
- 1944年（昭和19年）6月1日：関西急行鉄道と南海鉄道の合併により発足した近畿日本鉄道の路線となる。
- 1968年（昭和43年）9月26日：自動列車停止装置 (ATS) 使用開始。
- 1990年（平成2年）3月15日：昼間時毎時3本から4本に増便。
- 1999年（平成11年）
  - 3月16日：ワンマン運転開始。
  - 6月27日：前日の大雨による大和川増水の影響で大和川橋梁上の線路故障が発生、始発から全区間で全面運休。この間、柏原駅 - 土師ノ里駅・古市駅間で代行バスを運行。7月7日復旧。
- 2001年（平成13年）10月14日：各駅でJスルーカードの取り扱い開始。
- 2006年（平成18年）3月21日：昼間時毎時4本から3本に減便。
- 2007年（平成19年）4月1日：各駅でPiTaPa・ICOCAの取り扱い開始。
- 2009年（平成21年）3月1日：Jスルーカードの自動改札機・のりこし精算機での取り扱いを終了[8]。
- 2012年（平成24年）3月20日：昼間時毎時3本から2本に減便。
- 2018年（平成30年）
  - 11月23日：柏原市制施行60周年に合わせて特急車両16000系による団体列車運転[9][10]。
  - 同年：第1号溝橋、第2号溝橋、奈良街道陸橋、大和川橋梁が「近鉄道明寺線鉄道構造物群」として土木学会選奨土木遺産に選ばれる[11]。

## 駅一覧
- 全駅大阪府内に所在。
- 全列車普通列車。
- 全駅列車交換不可。
- ※：大阪線堅下駅・安堂駅とは徒歩連絡。

| 駅番号 | 駅名       | 駅間キロ | 営業キロ | 接続路線                                                                           | 所在地   |
| ------ | ---------- | -------- | -------- | ---------------------------------------------------------------------------------- | -------- |
| N15    | 道明寺駅   | -        | 0.0      | 近畿日本鉄道：F 南大阪線 (F15)                                                     | 藤井寺市 |
| N16    | 柏原南口駅 | 1.6      | 1.6      | 近畿日本鉄道：D 大阪線…安堂駅 (D17)※                                               | 柏原市   |
| N17    | 柏原駅     | 0.6      | 2.2      | 西日本旅客鉄道： 関西本線（大和路線: JR-Q27） 近畿日本鉄道：D 大阪線…堅下駅 (D16)※ | 柏原市   |